# 衛懿公
衞懿公（？—前660年），姬姓，名赤，中国春秋时期衞國第十八位国君。在位时好鹤，赐给鹤爵位、俸禄，致使国家大乱。公元前660年，赤狄攻破卫国，卫懿公兵败被杀。

## 生平
姫赤即后来的衞懿公是卫惠公之子，生年不詳。公元前669年惠公辞世，姫赤遂即位。《史记·卫康叔世家》记载惠公在位时便已在朝臣贵族间积怨，曾有推翻惠公统治的事情，但最后都以失败告终，自然衞懿公的即位也遭到他们的反对。
《史记》、《春秋》以及《左传》都记载衛懿公喜欢养鹤，并以文绣图案装饰它，并让它享受诸侯的待遇。在治国上他征收繁多的赋敛，淫乐奢侈，荒废政事。不顾大臣的进谏而优待贵族阶层。
北方游牧民族狄人乘机来攻。
衛懿公三年（魯莊公二十八年，公元前666年）春天，齊國國君齊桓公率軍攻打衛國。齊軍擊敗衛軍後，齊桓公以周天子的名義責備衛國，取得衛國財物後撤軍回國。
周惠王十七年（前660年），都城朝歌（原商朝都城，今河南省淇县）被攻破，城市建筑毁于一旦，百姓纷纷逃跑，卫懿公因此被杀。

## 轶事
《呂氏春秋》中聲称懿公被狄人杀害并吃掉（狄人是蛮族，好食人）。后来齐桓公帮助卫国复国，在战场上拾到此肝。为给衞懿公留全尸，肝脏被移植到志愿大臣弘演身上，弘演須臾死亡并按照国君规格下葬。
他的谥号“懿”，意思是有品德。后人说他：“衞懿好鹤而亡国”。

## 評價
- 呂祖謙：「衞懿公以鶴亡其國。玩一禽之微，而失一國之心。人未嘗不撫卷而切笑者，吾以為懿公未易輕也。世徒見丹其顛素其羽，二足而六翮者，謂之鶴耳。抑不知浮華之士，髙自標置，而實無所有者，外貌雖人，其中亦何異於鶴哉。」[3]

## 文獻
- 《春秋左傳·閔公二年》
- 《史記·衛康叔世家》